# Catch 22 (zespół muzyczny)
Catch 22 ska-punkowy zespół z East Brunswick, New Jersey. Utworzony został przez gitarzystę i wokalistę Tomasa Kalnokyego i perkusistę Chrisa Greera. W skład zespołu wchodzą także: Kevin Gunther (trąbka), Josh Ansley (gitara basowa), Ryan Eldred (saksofon) i Jamie Egan (puzon). Nazwa zespołu nawiązuje do tytułu znanej powieści amerykańskiego pisarza Josepha Hellera "Paragraf 22".

## Dyskografia

### Albumy studyjne
- Keasbey Nights (1998)
- Alone in a Crowd (2000)
- Washed Up and Through the Ringer (2001)
- Dinosaur Sounds (2003)
- Permanent Revolution (2006)

### Albumy koncertowe
- Live (2004)

### Minialbumy
- Rules of the Game (1996)
- Washed Up! (1999)

### Single
- Party Song (2006)